# Jean-François Stévenin

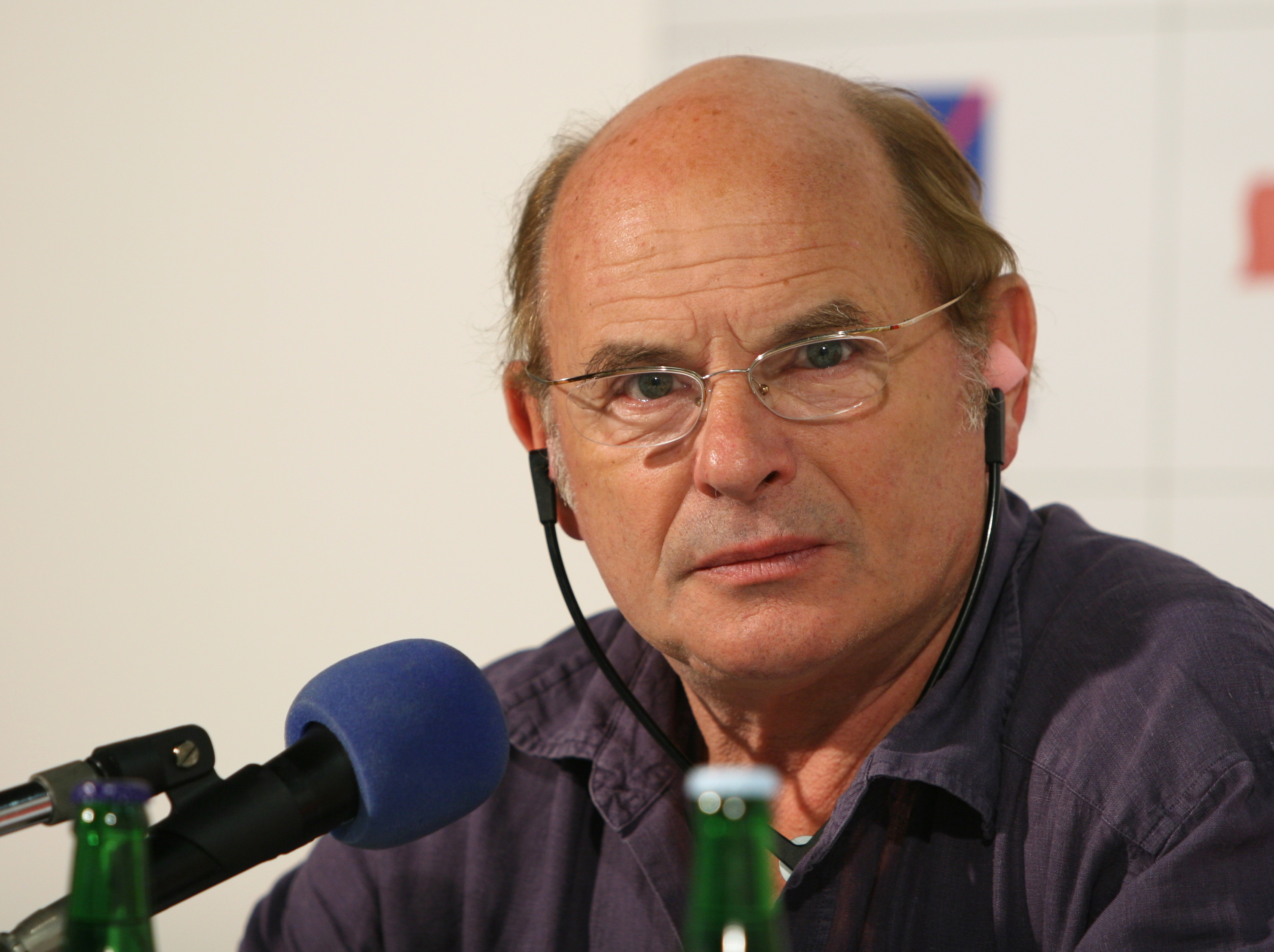
Jean-François Stévenin (2008)

Jean-François Stévenin (* 23. April 1944 in Lons-le-Saunier, Jura; † 27. Juli 2021 in Neuilly-sur-Seine, Île-de-France) war ein französischer Schauspieler, Drehbuchautor und Filmregisseur.

## Biografie
Bereits während seines Studiums an der renommierten Wirtschaftshochschule École des hautes études commerciales de Paris schrieb der Filmfan Jean-François Stévenin seine Abschlussarbeit über die Ökonomie der Filmbranche. Anschließend machte er ein Praktikum in Kuba, wo er den französischen Filmemacher Alain Cavalier kennenlernte und ihm bei seinem Film La Chamade – Herzklopfen assistierte. In der folgenden Zeit hatte er die Möglichkeit für Jacques Rivette und Peter Fleischmann als Regieassistent zu arbeiten. 
Nebenbei etablierte er sich auch als Schauspieler, der unter einigen bekannten Regisseuren Nebenrollen bekleidete. Unter Regie von François Truffaut spielte er in den Filmen Der Wolfsjunge, Die amerikanische Nacht und Taschengeld, in letzterem hatte er die wichtige Rolle eines engagierten jungen Klassenlehrers inne, der gegen Ende des Films in einer Rede vor seiner Klasse zugleich ein paar Hauptbotschaften Truffauts ausspricht. Seine Darstellung des loyalen Freundes der männlichen Hauptfigur in Jacques Demys Musicaldrama Ein Zimmer in der Stadt (1982) brachte ihm eine César-Nominierung als Bester Nebendarsteller ein. Außerdem arbeitete Stévenin mit John Huston bei dem amerikanischen Sportfilm Flucht oder Sieg (1981), Christophe Gans bei dem Historienthriller Pakt der Wölfe (2001) und Jim Jarmusch bei dem Independent-Streifen The Limits of Control (2009).
Als Regisseur inszenierte er nur drei Filme, die sich aber zumindest in ihrem Entstehungsland Frankreich einen gewissen Kultstatus sicherten. In allen drei Filmen war er selbst auch als Schauspieler zu sehen und schrieb am Drehbuch mit. Sein Debütfilm Der Waldläufer (Passe montagne, 1978), in dem er auch die Hauptrolle übernahm, handelt von einem Pariser Architekten, der aufgrund einer Fahrzeugpanne einige Tage in der ländlichen Provinz Jura (Stévenins Heimatgegend) verbringen muss. Der Filmdienst schreibt, es sei ein „stiller, dialogarmer allegorischer Film“ um eine zarte Freundschaft und um den Kontrast zwischen dem „melancholischen Wunsch nach Ruhe und Heimat“ und der „unsteten Lust des Weggehens“. Sein zweiter Film Double messieurs (1986) erzählt von dem Aufeinandertreffen zweier Jugendfreunde im mittleren Alter, die einen dritten, inzwischen erfolgreichen Freund mit ihrem Besuch überraschen wollen. Mischka (2002) wird ein älterer Mann von seinem Krankenpfleger genannt, nachdem er am Filmanfang von seiner Familie in Frauenkleidern an der Autobahn ausgesetzt wurde. Auch wenn alle drei Filme kein richtiges Massenpublikum anzogen, war der von Agnès Varda überreichte Jean-Vigo-Preis im Jahr 2018 eine große Anerkennung für sein Schaffen.
Der zweimal verheiratete Jean-François Stévenin war der Vater der Schauspieler Sagamore Stévenin (* 1974), Robinson Stévenin (* 1981), Salomé Stévenin (* 1985) und Pierre Stévenin (* 1995).

## Filmografie (Auswahl)

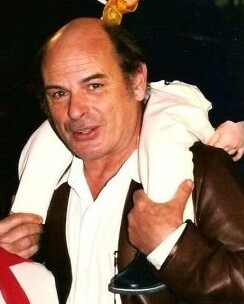
Jean-François Stévenin (Cannes 1997)

### Schauspiel
- 1968: La Chamade – Herzklopfen (La chamade)
- 1970: Der Wolfsjunge (L’enfant sauvage)
- 1971: Out 1: Noli me tangere / Out 1: Spectre
- 1973: Die amerikanische Nacht (La nuit américaine)
- 1976: Taschengeld (L’argent de poche)
- 1978: Adieu, langsame Reisen (Adieu voyages lents)
- 1978: Die Waldläufer (Le passe-montagne)
- 1978: Die geheimnisvolle Sekte (Écoute voir…)
- 1979: Der Polizeikrieg (La guerre des polices)
- 1979: Glaskäfige (Mais où et donc Ornicar)
- 1981: Die Hunde des Krieges (The Dogs of War)
- 1981: Flucht oder Sieg (Escape to Victory)
- 1981: Kinder für das Vaterland (Allons z’enfants)
- 1981: Schnee (Neige)
- 1982: An der Nordbrücke (Le pont du nord)
- 1982: Ein Zimmer in der Stadt (Une chambre en ville)
- 1982: Passion
- 1984: Geschichte eines Lächelns (Notre histoire)
- 1985: Der Panther (Parole de flic)
- 1986: Abendanzug (Tenue de soirée)
- 1986: Ich hasse Schauspieler! (Je hais les acteurs)
- 1987: Lolita ’90 (36 fillette)
- 1987: Schmutziges Schicksal (Sale destin)
- 1989: Der Tod spielt mit (La Soule)
- 1989: Die Französische Revolution (La révolution française)
- 1989: Mistkerle (Peaux de vaches)
- 1991: Kleine Geschenke (L’enveloppe)
- 1992: Die Neue (Poulets à l’amende)
- 1994: Liebe ist ein Kinderspiel (L’amour est un jeu d'enfant)
- 1994: Staatsauftrag: Mord (Les patriotes)
- 1995: Sag Ja! (Dis-moi oui)
- 1997: Duell der Degen (Le bossu)
- 1997: K – Das Zeichen des Bösen (K)
- 1998: Lügen wie gedruckt (… Comme elle respire)
- 1998: Zu verkaufen (À vendre)
- 2001: Pakt der Wölfe (Le pacte des loups)
- 2002: Das zweite Leben des Monsieur Manesquier (L’homme du train)
- 2003: Die Sprinterin (Des épaules solides)
- 2005: Kommissar Moulin (Commissaire Moulin, Fernsehserie, 1 Folge)
- 2006: An einem Sommertag (Un jour d’été)
- 2007: Die Kammer der toten Kinder (La chambre des morts)
- 2007: Kapitän Ahab (Capitaine Achab)
- 2008: Diese Nacht (Nuit de chien)
- 2009: Schädlinge (Nuisibles)
- 2009: The Limits of Control
- 2010: Das Labyrinth der Wörter (La tête en friche)
- 2011: Auf Grund gelaufen (Valparaiso)
- 2012: Winterdieb (L’enfant d’en haut)
- 2013: Streng (Une histoire d'amour)
- 2013: Die schönen Tage (Les beaux jours)
- 2014: 137 Karat – Ein fast perfekter Coup (Le dernier diamant)
- 2014: Das Glück beim Tanzen (Ceux qui dansent sur la tête)
- 2014, 2015: Falco (Fernsehserie, 3 Folgen)
- 2015: The Forbidden Room
- 2015: Dein Wille geschehe (Ainsi soient-ils, Fernsehserie, 2 Folgen)
- 2018: In sicheren Händen (Pupille)
- 2021: Verlorene Illusionen (Illusions perdues)
- 2022: Die Linie (La ligne)

### Regie & Drehbuch
- 1978: Der Waldläufer (Passe-montagne)
- 1986: Double messieurs
- 2002: Mischka

## Auszeichnungen
- César 1983: Nominierung als Bester Nebendarsteller für Ein Zimmer in der Stadt
- 2002: Prix France Culture Cinéma für sein Lebenswerk
- 2018: Jean-Vigo-Preis für sein Lebenswerk